# Oscar Monnig
Oscar E. Monnig (* 4. September 1902 in Fort Worth, Texas; † 4. Mai 1999 ebenda) war ein US-amerikanischer Amateurastronom, der Beiträge zur Meteorkunde leistete.

## Leben
Monnig stammte aus der ursprünglich niederrheinischen Familie Mönnig, von der drei Brüder in der Mitte des 19. Jahrhunderts in die Vereinigten Staaten von Amerika ausgewandert sind. Er war entfernt verwandt mit dem Juristen und Politiker Hugo Mönnig und dem Künstler Peter Mönnig.
Im Jahr 1925 erhielt er von der Universität von Texas einen akademischen Grad in Rechtswissenschaften. Er arbeitete für das Textilunternehmen der Familie und war dort Vorsitzender von 1974 bis 1981, als es verkauft worden ist. 1941 heiratete er Juanita Mickle, die 1996 verstarb. Die Ehe blieb kinderlos.
In den 1920er Jahren setzte Monnigs Interesse für Astronomie ein. Er gründete den Texas Observatoren Astronomieclub und zwischen 1931 und 1947 veröffentlichte er einen monatlichen Rundbrief – das Texas Observatoren Bulletin – welches speziell auf die Interessenfelder von Amateurastronomen zugeschnitten ist, wie beispielsweise veränderliche Sterne, Meteore, Kometen und die Planeten.
In den späten 1920er Jahren, entwickelte Monnig ein Interesse an Meteoriten und ihren Beitrag für Astronomiestudien zum Ursprung des Sonnensystems. Er war ein Gründungsmitglied der Gesellschaft zur Erforschung von Meteoriten (später umbenannt in Meteorkundliche Gesellschaft).
Monnig starb in seiner Geburtsstadt 1999.
1984 wurde Monnig der erste Preisträger des Texas Lone Stargazer's Award der südwestlichen Region der Astronomischen Liga für seine Leistungen in der Amateurastronomie. Im Jahr 1990, erhielt er den Amateur-Leistungspreis der Astronomischen Gesellschaft des Pazifik für seine Beiträge zur Meteoritenkunde. Der Asteroid (2780) Monnig im Hauptgürtel des Sonnensystems wurde ihm zu Ehre benannt.

### Meteorkundliche Sammlung
In den frühen 1930er Jahren begann er seine eigene meteorkundliche Sammlung. Nachdem er mit seinen Anfragen gescheitert war an der Smithsonian Institution, dem Field Museum und dem American Museum of Natural History Meteoriten begutachten zu dürfen, steigerte er seinen Sammlungseifer.
Er befragte die Zeugen von Meteoroitendetonationen oder Boliden und organisierte und finanzierte Suchexpeditionen. Er zahlte einen US-Dollar pro Pfund, ein Preis, bei dem Museen in der Zeit der Weltwirtschaftskrise nicht mithalten konnten.
Schrittweise wuchs seine Sammlung zu einer der größten Privatsammlungen der Welt an: Sie enthielt etwa 3.000 Muster von 400 verschiedenen Meteoriten. Die wahrscheinlich wertvollsten waren zwei kohlige Chondriten, einer 1936 in Crescent (Oklahoma) gefunden, der andere 1961 im texanischen Bells.
Monnig entschied sich später, seine Sammlung an die Christliche Universität Texas zu schenken: Zwischen 1976 und 1986 tätigte er eine Reihe von Transfers. Heutzutage enthält die Kollektion über 1.000 verschiedene Meteoriten. Vier Jahre nach seinem Tod wurde 2003 die Oscar E. Monnig Meteoritengalerie eröffnet, die etwa zehn Prozent der Meteoriten der Öffentlichkeit zeigt.